# Grand Prix Argentiny 1954
Druhá Grand Prix Argentiny (II. Gran Premio de la Republica Argentina) se jako 33. Velká cena konala 17. ledna 1954 na okruhu Buenos Aires. Závod měl 87 kol o délce 3,912 kilometru, celkem jezdci ujeli 340,344 km.
Grann Prix skončila 8. vítězstvím Juana Manuela Fangia a druhým vítězstvím Maserati.

## Kvalifikace
| Poř.   | No. | Jezdec                                                              | Konstruktér | Čas    | Ztráta |
| ------ | --- | ------------------------------------------------------------------- | ----------- | ------ | ------ |
| 1      | 10  | Nino Farina                                                         | Ferrari     | 1:44.8 | —      |
| 2      | 12  | José Froilán González                                               | Ferrari     | 1:44.9 | + 0.1  |
| 3      | 2   | Juan Manuel Fangio                                                  | Maserati    | 1:45.6 | + 0.8  |
| 4      | 14  | Mike Hawthorn                                                       | Ferrari     | 1:47.0 | + 2.2  |
| 5      | 26  | Maurice Trintignant                                                 | Ferrari     | 1:47.4 | + 2.6  |
| 6      | 4   | Onofre Marimón                                                      | Maserati    | 1:47.4 | + 2.6  |
| 7      | 6   | Luigi Musso                                                         | Maserati    | 1:48.2 | + 3.4  |
| 8      | 32  | Roberto Mieres                                                      | Maserati    | 1:49.0 | + 4.2  |
| 9      | 36  | Carlos Menditeguy                                                   | Maserati    | 1:49.2 | + 4.4  |
| 10     | 8   | [./Https://en.wikipedia.org/wiki/Birabongse%20Bhanudej Prince Bira] | Maserati    | 1:49.3 | + 4.5  |
| 11     | 28  | Harry Schell                                                        | Maserati    | 1:50.0 | + 5.2  |
| 12     | 16  | Umberto Maglioli                                                    | Ferrari     | 1:50.2 | + 5.4  |
| 13     | 30  | Toulo de Graffenried                                                | Maserati    | 1:50.7 | + 5.9  |
| 14     | 24  | Louis Rosier                                                        | Ferrari     | 1:51.1 | + 6.3  |
| 15     | 20  | Élie Bayol                                                          | Gordini     | 1:51.6 | + 6.8  |
| 16     | 22  | Roger Loyer                                                         | Gordini     | 1:52.6 | + 7.8  |
| 17     | 18  | Jean Behra                                                          | Gordini     | 1:53.0 | + 8.2  |
| 18     | 34  | Jorge Daponte                                                       | Maserati    | 1:56.7 | + 11.9 |
| Zdroj: |     |                                                                     |             |        |        |

## Závod
| Poř.   | No. | Jezdec                | Konstruktér | Počet kol | Čas/Odstoupení | Pořadí na startu | Body |
| ------ | --- | --------------------- | ----------- | --------- | -------------- | ---------------- | ---- |
| 1      | 2   | Juan Manuel Fangio    | Maserati    | 87        | 3:00:55.8      | 3                | 8    |
| 2      | 10  | Nino Farina           | Ferrari     | 87        | +1:19.0        | 1                | 6    |
| 3      | 12  | José Froilán González | Ferrari     | 87        | +2:01.0        | 2                | 51   |
| 4      | 26  | Maurice Trintignant   | Ferrari     | 86        | +1 lap         | 5                | 3    |
| 5      | 20  | Élie Bayol            | Gordini     | 85        | +2 laps        | 15               | 2    |
| 6      | 28  | Harry Schell          | Maserati    | 84        | +3 laps        | 11               |      |
| 7      | 8   | Princ Bira            | Maserati    | 83        | +4 laps        | 10               |      |
| 8      | 30  | Toulo de Graffenried  | Maserati    | 83        | +4 laps        | 13               |      |
| 9      | 16  | Umberto Maglioli      | Ferrari     | 82        | +5 laps        | 12               |      |
| DSQ    | 18  | Jean Behra            | Gordini     | 61        | Roztlačení     | 17               |      |
| DSQ    | 14  | Mike Hawthorn         | Ferrari     | 52        | Roztlačení     | 4                |      |
| Ret    | 4   | Onofre Marimón        | Maserati    | 48        | Motor          | 6                |      |
| Ret    | 32  | Roberto Mieres        | Maserati    | 37        | Únik oleje     | 8                |      |
| Ret    | 22  | Roger Loyer           | Gordini     | 19        | Tlak oleje     | 16               |      |
| Ret    | 34  | Jorge Daponte         | Maserati    | 19        | Převodovka     | 18               |      |
| Ret    | 24  | Louis Rosier          | Ferrari     | 1         | Nehoda         | 14               |      |
| DNS    | 6   | Luigi Musso           | Maserati    |           | Motor          | 7                |      |
| DNS    | 36  | Carlos Menditeguy     | Maserati    |           | Motor          | 9                |      |
| Zdroj: |     |                       |             |           |                |                  |      |

### Nejrychlejší kolo
- Jose Froilan Gonzalez – Ferrari – 1:48,2 – 130,159 km/h

### Vedení v závodě
- 1. - 14. kolo - Giuseppe Farina
- 15. - 32. kolo - Jose Froilan Gonzalez
- 33.- 34. kolo - Mike Hawthorn
- 35. - 46. kolo - Juan Manuel Fangio
- 47. - 58. kolo - Jose Froilan Gonzalez
- 59. - 60. kolo - Juan Manuel Fangio
- 61. - 62. kolo - Jose Froilan Gonzalez
- 63. - 64. kolo - Giuseppe Farina
- 65. - 87. kolo - Juan Manuel Fangio

### Zajímavosti
- V závodě debutoval Jorge Daponte a Roger Loyer.
- V závodě se poprvé představily modely vozů Ferrari 625 a Maserati 250F.
- Jednalo se o 25 GP pro vůz se startovním číslem 10 a 24.
- Jednalo se o 20 GP pro vůz se startovním číslem 34.

| Pole position   | Vítězství          | Nej. kolo             |
| Giuseppe Farina | Juan Manuel Fangio | Jose Froilan Gonzalez |
| Ferrari 625     | Maserati 250F      | Ferrari 625           |
| 1'44.8          | 3:00'55.8          | 1'48.2                |
| 134.382 km/h    | 112.865 km/h       | 130.159 km/h          |
| --------------- | ------------------ | --------------------- |

## Průběžné pořadí po závodě

### Pohár jezdců
|        | Pořadí                | Jezdec | Body |
| ------ | --------------------- | ------ | ---- |
| 1      | Juan Manuel Fangio    | 8      |      |
| 2      | Nino Farina           | 6      |      |
| 3      | José Froilán González | 5      |      |
| 4      | Maurice Trintignant   | 3      |      |
| 5      | Élie Bayol            | 2      |      |
| Zdroj: |                       |        |      |

|   | Stát      | Body |
| - | --------- | ---- |
| 1 | Argentina | 14   |
| 2 | Itálie    | 6    |
| 3 | Francie   | 5    |